# Przytuły Stare
Przytuły Stare [pronunciación en polaco: /pʂɨˈtuwɨ ˈstarɛ/] es un pueblo en el distrito administrativo de Gmina Rzekuń, dentro del Distrito de Ostrołęka, Voivodato de Mazovia, en el centro-este de Polonia. Se encuentra aproximadamente 8 kilómetros al noreste de Rzekuń, 11 kilómetros al este de Ostrołęka, y 110 kilómetros al noreste de Varsovia.